# Тенкели
Тенкели (на руски: Тенкели) е бивше селище от градски тип в Якутия, Русия.
Разположено е на брега на река Тенкели, на около 200 km североизточно от административния център на улуса – Депутатски. Селището е създадено в края на 1960-те години във връзка с разработването на находище на калай. През 1973 г. получава статут на селище от градски тип. Имало е училище, болница и клуб.
До 1989 г. има население от близо 3000 души, но през 1995 г. селището е опразнено, тъй като рудодобивът тук вече не е рентабилен.